# FC Sochaux
Der Football Club Sochaux-Montbéliard (französisch soʃo-mɔ̃beljar; auch bekannt als FCSM oder einfach Sochaux) ist ein französischer Fußballverein aus dem unmittelbar an Montbéliard angrenzenden Industriestädtchen Sochaux, südlich von Belfort im Département Doubs gelegen.

## Geschichte
Gegründet wurde der Werksklub des Autoherstellers Peugeot als FC Sochaux im Jahr 1928; die Vereinsfarben sind Gelb und Blau, und das Peugeot-Logo, ein stehender Löwe, schmückt bis 2015 das Vereinswappen. Danach werden die Spieler des Vereins auch les lionceaux genannt. Auch das Stade Auguste-Bonal (früher: Stade de la Forge) wurde 1931 in unmittelbarer Nachbarschaft zur Fabrik errichtet; es fasst heute 20.000 Zuschauer.
86 Jahre lang konnte der FC Sochaux auf Unterstützung durch das Unternehmen und die Familie Peugeot zählen. Nachdem die Firmengruppe PSA mit erheblichen Absatzproblemen zu kämpfen hatte – 2012 schloss sie mit einem Minus von über 5 Milliarden € ab, 2013 erneut mit einer Milliarde –, kam es zu einer Reduzierung des Einflusses der Gründerfamilie auf die Unternehmenspolitik. Die neuen Mehrheitseigner haben beschlossen, sich neben anderen ertragsschwachen Unternehmensteilen auch von der Kapitalgesellschaft des Vereins (Société Anonyme Sportive Professionnelle/SASP) zu trennen. Dieser Vorgang, insbesondere die Suche nach einem neuen Investor für die SASP – wozu PSA noch einmal eine Finanzspritze von 17 Millionen Euro zur Schuldentilgung bereitgestellt hatte –, sollte zum Jahresende 2014 abgeschlossen sein. Er ging zeitlich mit Sochaux' Abstieg in die zweite Liga am Ende der Saison 2013/14 einher. Nachdem es zunächst für möglich gehalten wurde, dass die Familie Peugeot über ihre Beteiligungen an der Groupe LISI als Käufer des Vereins auftritt, ist es Anfang Juli 2015 allerdings zu einer vollständigen Kapitalübernahme durch die chinesische Ledus-Gruppe gekommen. Bei diesem Anlass hat der Verein sein neues Logo vorgestellt, das zwar weiterhin einen Löwen enthält, der graphisch aber nicht mehr dem Peugeot-Wappen entspricht.

## Ligazugehörigkeit
Der Klub hatte sich innerhalb kürzester Zeit dank der Unterstützung durch Peugeot in der Spitze des französischen Fußballs festgesetzt: 1930 erhielt der FC Sochaux nach einer Fusion mit der AS Montbéliard seinen heutigen Namen und gewann bereits 1931 die nationale Meisterschaft des französischen Fußballverbands FFF, die allerdings heutzutage nur als „Vorläufer“, nicht als offizieller Titel zählt. Ein solcher folgte erstmals 1935.

Die Sochaliens, wie die Spieler (und die Einwohner) von Sochaux in Frankreich genannt werden, spielten 1932–1939, 1942/43, 1945/46, 1947–1960, 1961/62, 1964–1987, 1988–1995, 1998/99 und 2001–2014 in der höchsten Spielklasse, der Division 1 (2002 in Ligue 1 umbenannt). Der Klub hat somit die meisten Spielzeiten aller Vereine in der ersten französischen Liga absolviert. Der FC Sochaux-Montbéliard kann neben seiner bewegten Vergangenheit auch in der Gegenwart Erfolge vorweisen (Gewinn von Ligapokal 2004 und Coupe de France 2007). Nicht zuletzt gilt der Verein inzwischen als eine der besten Kaderschmieden für junge Talente in Frankreich, gekrönt durch den Gewinn des französischen Pokals für Jugendvereinsmannschaften, die Coupe Gambardella (1983 und 2007).
Die Zweitvertretung von Sochaux war neben der von Racing Straßburg eine von zwei Reservemannschaften, die für die Saison 1970/71 versuchsweise ein Jahr lang in der zweiten Liga antreten durfte; das Experiment wurde allerdings nach einem Jahr beendet und so ist Sochaux neben Straßburg und Olympique Marseille, dessen zweite Mannschaft von 1949 bis 1951 vertreten war, einer von drei Vereinen mit dieser Besonderheit.

## Erfolge

### National
- Französischer Meister: 1935, 1938 (außerdem 1931 Champion de France par Catégories)
- Französischer Pokalsieger: 1937, 2007 (und Finalist 1959, 1967, 1988)
- Ligapokalsieger: 2004
- Gewinner der Coupe Drago: 1953, 1963, 1964

### International
- Europapokale: Halbfinalist im UEFA-Pokal (1981) und im Intertotopokal (2002)

## Europapokalbilanz
| Saison  | Wettbewerb         | Runde             | Gegner                | Gesamt    | Hin     | Rück          |
| ------- | ------------------ | ----------------- | --------------------- | --------- | ------- | ------------- |
| 1972/73 | UEFA-Pokal         | 1. Runde          | BK Frem København     | 2:5       | 1:2 (H) | 1:3 (A)       |
| 1976/77 | UEFA-Pokal         | 1. Runde          | Hibernian Edinburgh   | 0:1       | 0:1 (A) | 0:0 (H)       |
| 1980/81 | UEFA-Pokal         | 1. Runde          | Servette Genf         | 3:2       | 2:0 (H) | 1:2 (A)       |
| 1980/81 | UEFA-Pokal         | 2. Runde          | Boavista Porto        | 3:2       | 2:2 (H) | 1:0 (A)       |
| 1980/81 | UEFA-Pokal         | 3. Runde          | Eintracht Frankfurt   | (a)4:4(a) | 2:4 (A) | 2:0 (H)       |
| 1980/81 | UEFA-Pokal         | Viertelfinale     | Grasshopper Zürich    | 2:1       | 0:0 (A) | 2:1 (H)       |
| 1980/81 | UEFA-Pokal         | Halbfinale        | AZ’67 Alkmaar         | 3:4       | 1:1 (H) | 2:3 (A)       |
| 1982/83 | UEFA-Pokal         | 1. Runde          | PAOK Thessaloniki     | (a)2:2(a) | 0:1 (A) | 2:1 n. V. (H) |
| 1989/90 | UEFA-Pokal         | 1. Runde          | Jeunesse Esch         | 12:00     | 7:0 (H) | 5:0 (A)       |
| 1989/90 | UEFA-Pokal         | 2. Runde          | AC Florenz            | (a)1:1(a) | 0:0 (A) | 1:1 (H)       |
| 2002    | UEFA Intertoto Cup | 2. Runde          | FK Žalgiris Vilnius   | 4:1       | 2:0 (H) | 2:1 (A)       |
| 2002    | UEFA Intertoto Cup | 3. Runde          | 1. FC SYNOT           | 3:0       | 3:0 (A) | 0:0 (H)       |
| 2002    | UEFA Intertoto Cup | Halbfinale        | FC Fulham             | 0:3       | 0:1 (A) | 0:2 (H)       |
| 2003/04 | UEFA-Pokal         | 1. Runde          | Myllykosken Pallo -47 | 1:1       | 1:0 (A) | 2:0 (H)       |
| 2003/04 | UEFA-Pokal         | 2. Runde          | Borussia Dortmund     | 6:2       | 2:2 (A) | 4:0 (H)       |
| 2003/04 | UEFA-Pokal         | 3. Runde          | Inter Mailand         | (a)2:2(a) | 2:2 (H) | 0:0 (A)       |
| 2004/05 | UEFA-Pokal         | 1. Runde          | Stabæk IF             | 9:0       | 4:0 (H) | 5:0 (A)       |
| 2004/05 | UEFA-Pokal         | Gruppenphase      | Dinamo Tiflis         | 2:0       | 2:0 (A) |               |
| 2004/05 | UEFA-Pokal         | Gruppenphase      | Newcastle United      | 0:4       | 0:4 (H) |               |
| 2004/05 | UEFA-Pokal         | Gruppenphase      | Sporting Lissabon     | 1:0       | 1:0 (A) |               |
| 2004/05 | UEFA-Pokal         | Gruppenphase      | Panionios Athen       | 1:0       | 1:0 (H) |               |
| 2004/05 | UEFA-Pokal         | Sechzehntelfinale | Olympiakos Piräus     | 0:2       | 0:1 (A) | 0:1 (H)       |
| 2007/08 | UEFA-Pokal         | 1. Runde          | Panionios Athen       | 1:2       | 0:2 (H) | 1:0 (A)       |
| 2011/12 | UEFA Europa League | Play-offs         | Metalist Charkiw      | 0:4       | 0:0 (A) | 0:4 (H)       |

Gesamtbilanz: 44 Spiele, 19 Siege, 11 Unentschieden, 14 Niederlagen, 64:42 Tore (Tordifferenz +22)

## Ehemalige Spieler
- André Abegglen
- Héctor Cazenave WM-Teilnehmer 1938
- Roger Courtois
- Frédéric Darras
- Laurent Di Lorto WM-Teilnehmer 1938
- Christophe Diedhiou
- El Hadji Diouf
- Pierre-Alain Frau
- René Gardien
- Bernard Genghini
- Josef „Pepi“ Humpál
- Maxence Lacroix
- Lucien Laurent schoss das erste Tor bei einer WM (am 13. Juli 1930)
- Georges Lech
- Jean-Jacques Marcel
- Étienne Mattler spielte für Frankreich bei den ersten drei WMs (1930, 1934 und 1938)
- Maxime Lehmann
- Stéphane Paille
- Benoît Pedretti
- Philippe Piat
- Robert Pintenat
- François Remetter
- Patrick Revelli
- Albert Rust
- Franck Sauzée
- Gérard Soler
- Yannick Stopyra
- Paul Wartel
- Maryan Wisnieski
- Karim Ziani
- Faruk Hadžibegić
- Mehmed Baždarević

## Trainer
Erfolgreichster Trainer der Vereinsgeschichte war bis dato der Uruguayer Conrad Ross, der via Brasilien und der Schweiz 1934 als Spielertrainer zum Verein stieß. Unter ihm gewann Sochaux die Meisterschaften von 1935 und 1938 und die Vizemeisterschaft 1937. 1937 gewann er zudem den Pokal. Er blieb bis 1939 in Sochaux und kehrte anschließend nach Brasilien zurück. Nach Ende der Saison 1935/35 spielertrainierte er kurzfristig den Zweitligisten CA Paris, kehrte aber bereits Mitte Dezember 1935, diesmal nur als Trainer, wieder zu Sochaux zurück.
- Alain Perrin (2006-07), Gewinner des Pokals von 2007
- Peter Zeidler (2017–2018)
- Omar Daf (2013, 2015, 2018–)